# Jahn Teigen
Jahn Teigen (Tønsberg, 27 settembre 1949 – Ystad, 24 febbraio 2020) è stato un cantante e polistrumentista norvegese.
Si cimentò in vari generi, tra cui il rock progressivo e il rock demenziale.

## Biografia
Fece parte del trio Prima Vera e dei Popol Vuh.
Vinse il Melodi Grand Prix tre volte, e di conseguenza partecipò tre volte all'Eurofestival.
All'Eurovision Song Contest 1978 si piazzò ventesimo con il brano Mil etter mil, all'Eurovision Song Contest 1982 si classificò dodicesimo con il brano Adieu e all'Eurovision Song Contest 1983  arrivò nono con Do re mi.
Nella sua carriera vinse tre Spellemannprisen: il primo nel 1978 nella categoria miglior artista maschile con This Year's Loser, il secondo e il terzo invece nel 1983 e nel 2009 entrambi nella categoria premio d'onore della giuria.

## Canzoni celebri
- Voodoo (ricordata soprattutto per il costume da scheletro indossato durante l'esecuzione al Melodi Grand Prix)
- Mil etter mil
- Adieu
- Glastnost
- Optimist
- Smil
- Det vakreste som finns
- Min første kjærlighet
- My Heart Is My Home

## Discografia

### Popol Vuh

#### Album
- Popol Vuh (1973)
- Quiche Maya (1974)

### Popol Ace

#### Album
- Stolen From Time (1974)
- Popoloddities (2003) Popol Ace Live!

##### Raccolte
- Popol Ace (1975)
- Cat of 9 Tales (1994)

### Jahn Teigen

#### Singoli
- Mil etter mil (1978)
- Jeg gi'kke opp (1978)
- Har du lyst på litt mer (1979)
- Ja (1980)
- Bli bra igjen (1982)
- Do re mi (1983)
- Glastnost (1988)
- Slå på ring (1988)
- Optimist (1989)
- I skyggen av en drøm (1990)
- Gi meg fri (1992)
- Ensom natt (1993)

#### Album
- Teigens tivoli (1977)
- This Year's Loser (1978)
- En dags pause (1979)
- Mentalkrem (1980)
- Klar dag/Instamatik (1982)
- Klovn uten scene (1988)
- Esilio paradiso (1992)
- Rondo (1993)
- Lys (1996)
- Magnet (2000)
- Utkledd som meg selv (2004)

##### Raccolte
- 67-76 (1976)
- All We Have Is The Past (1980)
- Hopp 78–83 (1983)
- Jahn Teigen (1989)
- Jahn Teigens beste: Litt av historien (1994)
- Fra null til gull (2004)

### Prima Vera

#### Album
- Prima Vera (1978)
- Brakara (1978)
- Salmer og sanger vi gjerne hiver (1979)
- Den 5te (1981)
- Fisle Narrepanne i Tyrol (1981)
- Ha ha he he ho de gærne har'e godt (1982)
- Her kommer Olavs menn (1983)
- The Prima Vera Show (1999)

##### Raccolte
- The best of EBBA (1980)
- Absolute Prima Vera (1994)

### Jahn Teigen & Anita Skorgan

#### Singoli
- Adieu (1982)
- Friendly (1983)

#### Album
- Cheek To Cheek (1983)